# Alexander Müller (skeleton)
Pour les articles homonymes, voir Alex Müller et Müller.
Alexander Müller est un skeletoneur autrichien actif de 1989 à 2000. Il a remporté une médaille de bronze aux champion du monde en 2000 (partagée avec Jimmy Shea). Il a terminé premier du classement général de la Coupe du monde en 1996-1997.

## Palmarès

### Championnats du monde
- Médaille de bronze : en 2000.

### Coupe du monde
- 1 globe de cristal en individuel : vainqueur en 1997.
- 10 podiums individuels : 3 victoires, 5 deuxièmes places et 2 troisièmes places.

#### Détails des victoires en Coupe du monde
| Édition   | Piste          | Total |
| 1995-1996 | Winterberg     | 1     |
| 1996-1997 | Königssee Igls | 2     |